# Bur Ni Kungke
Bur Ni Kungke är ett berg i Indonesien.   Det ligger i provinsen Aceh, i den västra delen av landet, 1 500 km nordväst om huvudstaden Jakarta. Toppen på Bur Ni Kungke är 1 428 meter över havet, eller 67 meter över den omgivande terrängen. Bredden vid basen är 0,72 km.
Terrängen runt Bur Ni Kungke är bergig åt sydväst, men åt nordost är den kuperad. Runt Bur Ni Kungke är det mycket glesbefolkat, med 3 invånare per kvadratkilometer. I omgivningarna runt Bur Ni Kungke växer i huvudsak städsegrön lövskog.